# Pièce commémorative de 1 dollar américain pour le centenaire de la Première Guerre mondiale
La pièce commémorative de 1 dollar américain pour le centenaire de la Première Guerre mondiale est une pièce commémorative, non circulante, émise par la Monnaie des États-Unis en 2018 et frappée à la Monnaie de Philadelphie.
Elle est autorisée par la loi publique 113-212 du 16 décembre 2014 qui demande au secrétaire au Trésor de frapper des pièces de monnaie afin de célébrer le 100e anniversaire de la fin de la Première Guerre mondiale. Les bénéfices tirés de la vente des pièces sont versés à la fondation américaine pour la commémoration des guerres mondiales, afin d'aider la commission du centenaire de la Première Guerre mondiale à organiser des événements.

## Contexte
La Commission du centenaire de la Première Guerre mondiale des États-Unis est créée en 2013. Elle planifie, développe et exécute des programmes, des projets et des activités pour célébrer le centenaire de la Première Guerre mondiale. Une grande partie de son mandat consiste à encourager les organisations privées et les gouvernements des États et des collectivités locales à organiser et à participer à des activités commémorant l'anniversaire, ainsi qu'à faciliter et à coordonner les activités dans l'ensemble des États-Unis. La Commission sert également de centre d'échange d'informations sur les événements et les projets de commémoration.

## Législation
Le projet de loi H.R.2366 est introduit à la Chambre le 13 juin 2013 par le représentant républicain du Colorado, Doug Lamborn. Il demande au secrétaire au Trésor la frappe de pièces commémoratives afin de célébrer le 100e anniversaire de la fin de la Première Guerre mondiale. Il est approuvé, après débat et amendement le 2 décembre 2014 et envoyé au Sénat le lendemain. Ce dernier l'adopte également le 8 décembre puis le projet est présenté deux jours plus tard au président Barack Obama. Celui-ci le signe le 16 décembre 2014 pour en faire la loi publique 113-212.

## Dessin
Le 29 février 2016 la Monnaie des États-Unis lance un concours de design pour une pièce de 1 dollar en argent sur le thème de la Première Guerre mondiale qui pourrait rapporter au gagnant 10 000 dollars et ses initiales gravées sur la pièce. Les participants ont jusqu'au 28 avril pour déposer entre 3 et 5 projets sur le site de la Monnaie. Une vingtaine de dessins sont sélectionnés pour une deuxième phase et les artistes ont 60 jours pour soumettre leur projet final. Un Néo-Zélandais vivant aux États-Unis crée le dessin gagnant qui va figurer sur une pièce. Les dessins de LeRoy Transfield pour l'avers et le revers sont sélectionnés parmi 20 finalistes de tous les États-Unis,.
La Monnaie dévoile les dessins des dollars lors d'une cérémonie le 9 octobre 2017 lors de la réunion annuelle de l'Association de l'armée américaine (AUSA) au Walter E. Washington Convention Center (en) à Washington, D.C. Parmi les personnalités présentes à la cérémonie figurent le sous-secrétaire d'État à l'armée, Ryan McCarthy, le président de la commission du centenaire de la Première Guerre mondiale, Robert Dalessandro et Thomas Johnson, chef de la communication de la Monnaie des États-Unis.
L'avers, intitulé Soldier's Charge, représente un soldat au visage impassible saisissant un fusil avec du fil de fer barbelé dans le champ inférieur droit, tandis que le revers, Poppies in the Wire, représente des coquelicots mélangés à du fil de fer barbelé. Les coquelicots sont un symbole des soldats décédés lors de ce conflit depuis qu'ils sont adoptés par la Légion américaine en 1920, après avoir été utilisés dans le célèbre poème du lieutenant-colonel canadien, John McCrae, In Flanders Fields (Au champ d'honneur), en 1915. Les inscriptions de l'avers sont LIBERTY, la devise IN GOD WE TRUST et la double date 1918-2018 tandis que celles du revers comprennent la devise latine E PLURIBUS UNUM, le pays émetteur, UNITED STATES OF AMERICA ainsi que la valeur faciale, ONE DOLLAR. Les deux faces sont gravées par Don Everhart,.

## Production et vente
La loi qui autorise la frappe de la pièce de 1 dollar en argent permet une émission maximale de 350 000 exemplaires. Les deux finitions de la pièce, brillant universel et belle épreuve, sont frappées à la Monnaie de Philadelphie.
Le 28 novembre 2017, des représentants de la Monnaie des États-Unis organisent une cérémonie de frappe du dollar d'argent du centenaire de la Première Guerre mondiale. Le petit-fils du sergent Alvin York, héros de la Première Guerre mondiale, est l'invité d'honneur de la cérémonie qui s'est déroulée à la Monnaie de Philadelphie.
La vente au public commence le 17 janvier 2018 et les pièces sont offertes à un  prix de départ de 51,95 dollars pour la version belle épreuve et 48.95 dollars pour la qualité brillant universel. Ces prix augment de 5 dollars après les trente premiers jours de vente,.
Un total de 150 205 pièces sont vendues dont 127 867 belle épreuve et 22 338 brillant universel ce qui représente moins de la moitié de l'émission maximale autorisée. 24 755 unités sont vendues durant les cinq premiers jours. Les bénéfices tirés de la vente des pièces sont versés à la fondation américaine pour la commémoration des guerres mondiales, afin d'aider la commission du centenaire de la Première Guerre mondiale à organiser des événements.